# Teresa Stolz
Teresa Stolz, nata Tereza Stolzová (Kostelec nad Labem, 2 giugno 1834 – Milano, 22 agosto 1902), è stata un soprano austriaco naturalizzato italiano.
Viene solitamente associata alla figura e all'opera di Giuseppe Verdi, avendo cantato molte opere del maestro. È stata descritta come "il soprano verdiano drammatico per eccellenza, potente e appassionata, ma dotata da tono sicuro e da molto autocontrollo".

## Biografia

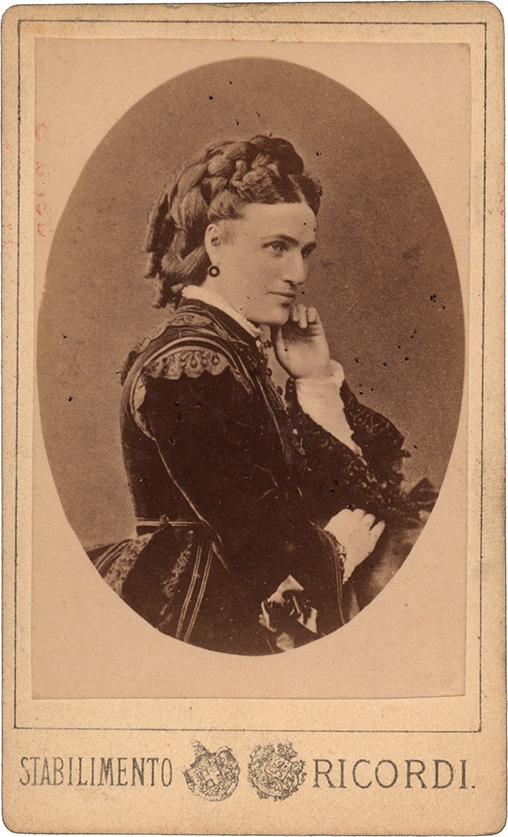
Ritratto di Teresa Stolz, soprano (1834-1902), prima del 1902. Archivio Storico Ricordi

Teresa Stolz (viene talvolta indicata con la versione ceca del suo nome, Terezie), nacque a Kostelec nad Labem, nell'Impero austriaco, nel 1834, anche se attualmente la sua città natale è parte della Repubblica Ceca. Ella iniziò i propri studi sotto la guida di Josef Neruda, per poi passare al Conservatorio di Praga sotto la guida di Giovanni Battista Gordigiani. Venne espulsa dal conservatorio nell'ottobre del 1851, ma continuò i suoi studi con Vojtěch Čaboun. A questo punto fu Teresa stessa a decidere di recarsi  a Trieste, ove raggiunse il fratello e dove studiò col compositore Luigi Ricci (che nel 1848 aveva diretto la première de Il corsaro di Giuseppe Verdi e che poi divenne suo cognato). Fece il proprio debutto a Tbilisi nel 1857, ed apparizioni ad Odessa, Costantinopoli, Nizza, Granada ed altri luoghi di rilievo. Nel 1864 tornò in Italia, a Milano, come pupilla di Francesco Lamperti. Il suo debutto europeo si tenne a Torino nello stesso anno. 
Al Teatro Comunale di Bologna diretta da Angelo Mariani debutta il 5 ottobre 1864 come Elvira in Ernani seguita da Matilde in Guglielmo Tell (opera).
Apparve regolarmente al Teatro alla Scala di Milano tra il 1865 ed il 1877.
Al Teatro Regio di Parma nel 1866 è Rachele ne L'ebrea e nel 1867 Alice in Roberto il diavolo, Amelia in Un ballo in maschera e la protagonista di Norma (opera).
Divenne nota quando Mariani la volle come Elisabetta di Valois nella prima rappresentazione italiana di Don Carlo, a Bologna con Antonietta Fricci, Giuseppe Capponi (tenore) ed Antonio Cotogni, il 27 ottobre 1867 seguita da Amelia in Un ballo in maschera con Sofia Scalchi, Capponi e Cotogni.
Nel 1868 alla Scala è Elisabetta di Valois in Don Carlo diretta da Franco Faccio e a Bologna diretta da Mariani è Rachele ne L'ebrea con Capponi.
Per Teresa Stolz venne creato il ruolo di Leonora nella versione rivisitata de La forza del destino, di Verdi, la cui prima con Mario Tiberini si tenne con successo a Milano il 27 febbraio 1869. Cantò nuovamente nella première della versione rivisitata del Don Carlo nel 1869 a Parma.
Al Teatro La Fenice di Venezia, nel 1870 è Elisabetta di Valois, in Don Carlo con Cotogni e nel 1871 la regina Maria di Spagna in Ruy Blas di Filippo Marchetti con Cotogni, Valentina ne Gli ugonotti con Cotogni e Linda d'Ispahan nella prima assoluta di Francesco Malipiero (compositore) con Achille De Bassini.

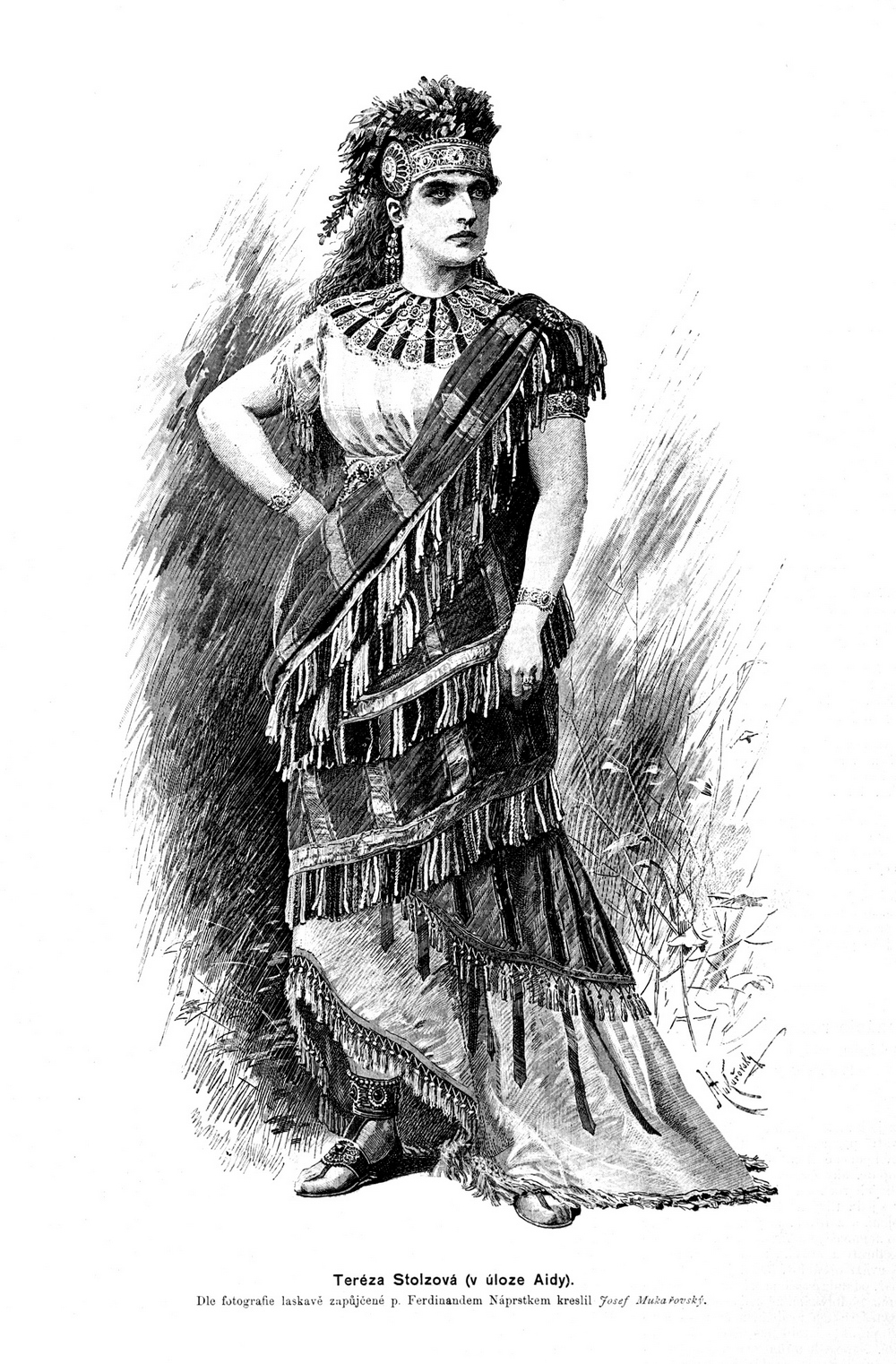
Teresa Stolz in una litografia dell'epoca, che la ritrae nei panni di Aida nell'omonima opera verdiana

Fu la prima inoltre a cantare nel ruolo protagonista nel successo dell'Aida in Italia (Scala, 8 febbraio 1872 diretta da Faccio con Maria Waldmann ed Ormondo Maini; fu anche la prima rappresentazione europea dell'opera). Verdi non aveva presenziato alla prima mondiale tenutasi al Cairo nel dicembre precedente in quanto considerava l'esibizione alla Scala di Milano l'unica e vera prima teatrale che avrebbe consacrato l'opera al successo, come di fatto fu.
Sempre nel 1872 è Aida a Parma con la Waldmann e Capponi alla presenza del compositore.
Nel 1873 è Aida con la Waldmann al Teatro San Carlo di Napoli.
La Stolz fu anche soprano solista nel successo della prima assoluta del Requiem diretta da Verdi con la Waldmann, Capponi e Maini il 2 maggio 1874 nella Chiesa di San Marco (Milano) e fu presente a tutte le esibizioni che il maestro fece di quest'opera alla Scala, nel successo all'Opéra-Comique di Parigi ed in giro per l'Europa, compresa quella alla Royal Albert Hall di Londra nel 1875 con la Waldmann ed Angelo Masini. 
Sempre nel 1875 canta il Requiem diretta da Faccio con la Waldmann e Masini al Teatro Malibran di Venezia.
Fu ancora Aida sotto la direzione di Verdi a Vienna nel 1875 ed al Théâtre-Italien di Parigi nel 1876 con la Waldmann, Masini ed Édouard de Reszke.
Nel 1878 a Bologna canta il Requiem diretta da Faccio con Giuseppina Pasqua e Maini.
Tra gli altri suoi ruoli ricordiamo quello di protagonista in Lucrezia Borgia di Donizetti, la Norma di Bellini, sempre come protagonista, e ancora una volta quello di prima donna nella Giovanna d'Arco di Verdi. Inoltre ricoprì il ruolo di Matilde nel Guglielmo Tell di Rossini, di Alice nel Robert le diable di Meyerbeer, di Amelia in Un ballo in maschera, di Gilda nel Rigoletto e di Desdemona nell'Otello, tutte di Verdi.
La sua carriera si svolse tra Mosca, San Pietroburgo, il Cairo, Palermo, Bologna, Milano, Vienna, Parigi e Londra.
Morì a Milano nel 1902, un anno dopo Verdi, ed ivi venne sepolta, al cimitero Monumentale di Milano.

### Il rapporto con Verdi

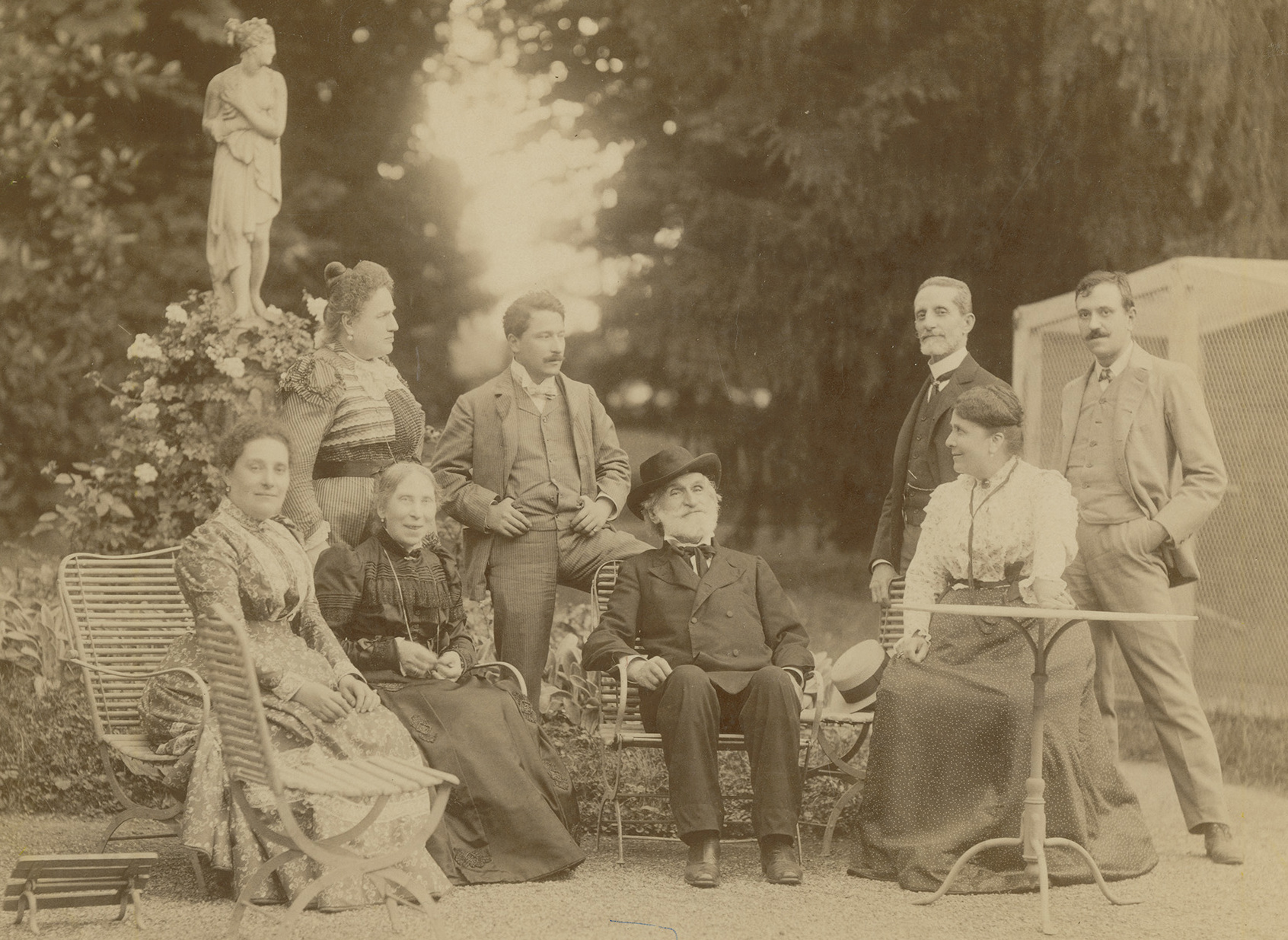
Teresa Stolz (in piedi sulla sinistra) con Maria Carrara Verdi, Barberina Strepponi, Giuseppe Verdi, Giuditta Ricordi, Umberto Campanari, Giulio Ricordi, Leopoldo Metlicovitz. Foto di Giulio Rossi, Sant'Agata, 1900.

Teresa Stolz fu l'amante e poi la fidanzata ufficiale del direttore e compositore Angelo Mariani. Questa relazione terminò attorno al 1871, ma molte furono le complicazioni che avevano portato a questa rottura. Mariani era stato un ottimo amico di Verdi, ma il rapporto si era incrinato proprio nel 1871, quando Verdi aveva chiesto a Mariani di dirigere al suo posto la première internazionale dell'Aida al Cairo, ben sapendo che Teresa Stolz sarebbe rimasta a Milano per la successiva prima alla Scala con Verdi. La Stolz ebbe molto probabilmente una relazione con Verdi, confermata da lettere rese note in epoca recente.
Quel che è certo è che Verdi dedicò molto del suo tempo all'allestimento della prima milanese dell'Aida nel 1872. Mariani morì di cancro nel 1873 ed il 4 settembre 1875 il giornale fiorentino Il Pungolo pubblicò i primi cinque articoli con dettagli intimi della vita privata della Stolz, accusandola di relazioni immorali sia con Mariani che con Verdi.. Le motivazioni di queste controverse note di vita personale erano dovute anche allo status della sua famiglia. Teresa aveva infatti altre due sorelle maggiori tra loro gemelle, Francesca (Fanny) e Ludmila (Lidia), entrambe soprani. Esse convivevano con il loro insegnante di musica, il direttore e compositore Luigi Ricci; egli in seguito sposò Ludmila, mantenendo però una relazione amorosa anche con Francesca. Da Ludmila, Ricci ebbe una figlia, Adelaide (Lella) Ricci, che divenne anch'ella soprano. Lella rimase poi incinta (forse di Bedřich Smetana) ma morì per complicazioni sopravvenute in seguito ad aborto, a soli 21 anni di età. Da Francesca invece Luigi Ricci ebbe un figlio, Luigi Stolz, che fu anch'egli compositore e direttore d'orchestra, noto come Luigi Ricci-Stolz. Altro pronipote di Teresa, per parte differente, fu il compositore Robert Stolz.
Dopo la morte di Giuseppina Strepponi, fu molto vicina al maestro Verdi, fino alla di lui morte avvenuta nel gennaio 1901. Finanziò la cappella funebre di Verdi e Strepponi in Casa Verdi (casa di riposo per artisti, fondata dal compositore) a Milano.

## Repertorio
| Ruolo                   | Titolo                         | Autore    |
| ----------------------- | ------------------------------ | --------- |
| Norma                   | Norma                          | Bellini   |
| Parisina d'Este         | Parisina d'Este                | Donizetti |
| Lucrezia Borgia         | Lucrezia Borgia                | Donizetti |
| Rachele                 | L'ebrea                        | Halévy    |
| Maria                   | Ruy Blas                       | Marchetti |
| Alice                   | Roberto il diavolo             | Meyerbeer |
| Valentina               | Gli ugonotti                   | Meyerbeer |
| Jone                    | Jone                           | Petrella  |
| Matilde d'Asburgo       | Guglielmo Tell                 | Rossini   |
| Giselda                 | I Lombardi alla prima crociata | Verdi     |
| Elvira                  | Ernani                         | Verdi     |
| Giovanna d'Arco         | Giovanna d'Arco                | Verdi     |
| Lady Macbeth            | Macbeth                        | Verdi     |
| Gilda                   | Rigoletto                      | Verdi     |
| Leonora                 | Il trovatore                   | Verdi     |
| Duchessa Elena          | I vespri siciliani             | Verdi     |
| Amelia                  | Un ballo in maschera           | Verdi     |
| Donna Leonora di Vargas | La forza del destino           | Verdi     |
| Elisabetta di Valois    | Don Carlo                      | Verdi     |
| Aida                    | Aida                           | Verdi     |
| Desdemona               | Otello                         | Verdi     |